# 하루 (음반)
《하루》은 1995년에 발매된 장필순의 네 번째 정규 앨범이다.

## 수록곡
1. 하루 (조동익 작사·작곡)
2. 나누니니나 (조동익 작사·고찬웅 작곡)
3. 순간마다 (장필순 작사·작곡)
4. 아쉬운 시간 (장필순 작사·조동익 작곡)
5. 노란모자 (윤영배 작사·작곡)
6. 길 (이무하 작사·작곡)
7. 나를 찾아서 (장필순 작사·작곡)
8. 허물 수 있다면 (장필순 작사·작곡)
9. 혼자만의 여행 (조동익 작사·작곡)
10. 상상해 보셨나요 (조동익 작사·작곡)
11. 비오는 날이면 (조동익 작사·작곡)
12. 상경 (윤영배 작사·작곡)

## 함께 만든 사람들
- 녹음 : 이훈석
- 제작 : 조동익
- 마스터링 : 이훈석
- 스튜디오 : LEAD SOUND
- 편곡 : 조동익
- 코러스 감독 : 장필순, 고찬용
- 사진 : 조동익
- 디자인 : 유주연